# Journée internationale du café

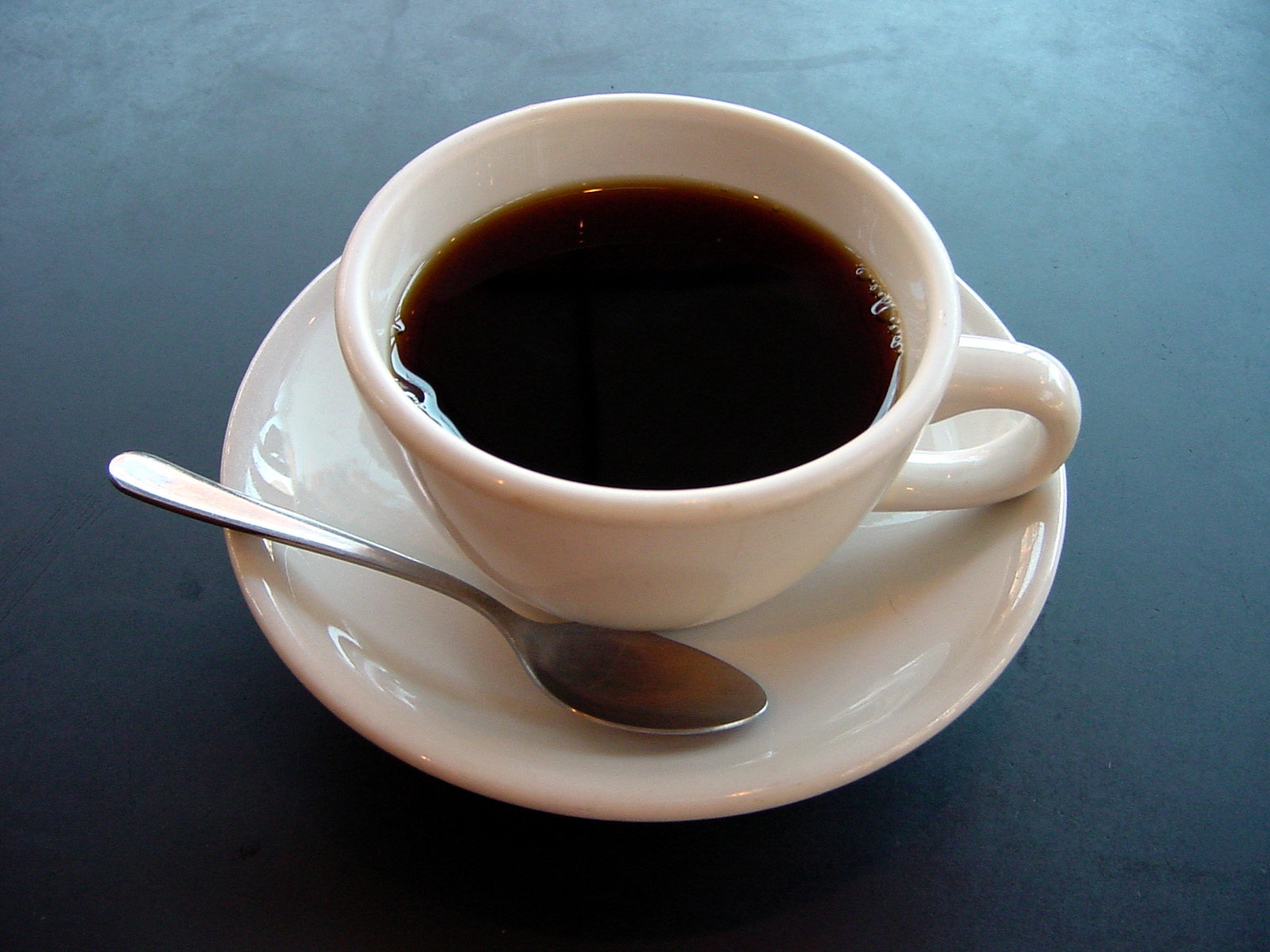
Une tasse de café.

La Journée internationale du café (1er octobre) est une occasion qui sert à promouvoir et à célébrer le café en tant que boisson. Des événements se produisent désormais dans le monde entier. La première date officielle était le 1er octobre 2015, comme convenu par l'Organisation internationale du café de l'époque, elle a été lancée à Milan. Cette journée est également utilisée pour promouvoir le café équitable et pour sensibiliser les gens à la situation des producteurs de café.
De nombreux pays possèdent un jour national du café, souvent plus ancien, à des dates variées.